# Ammassiviup Tasia

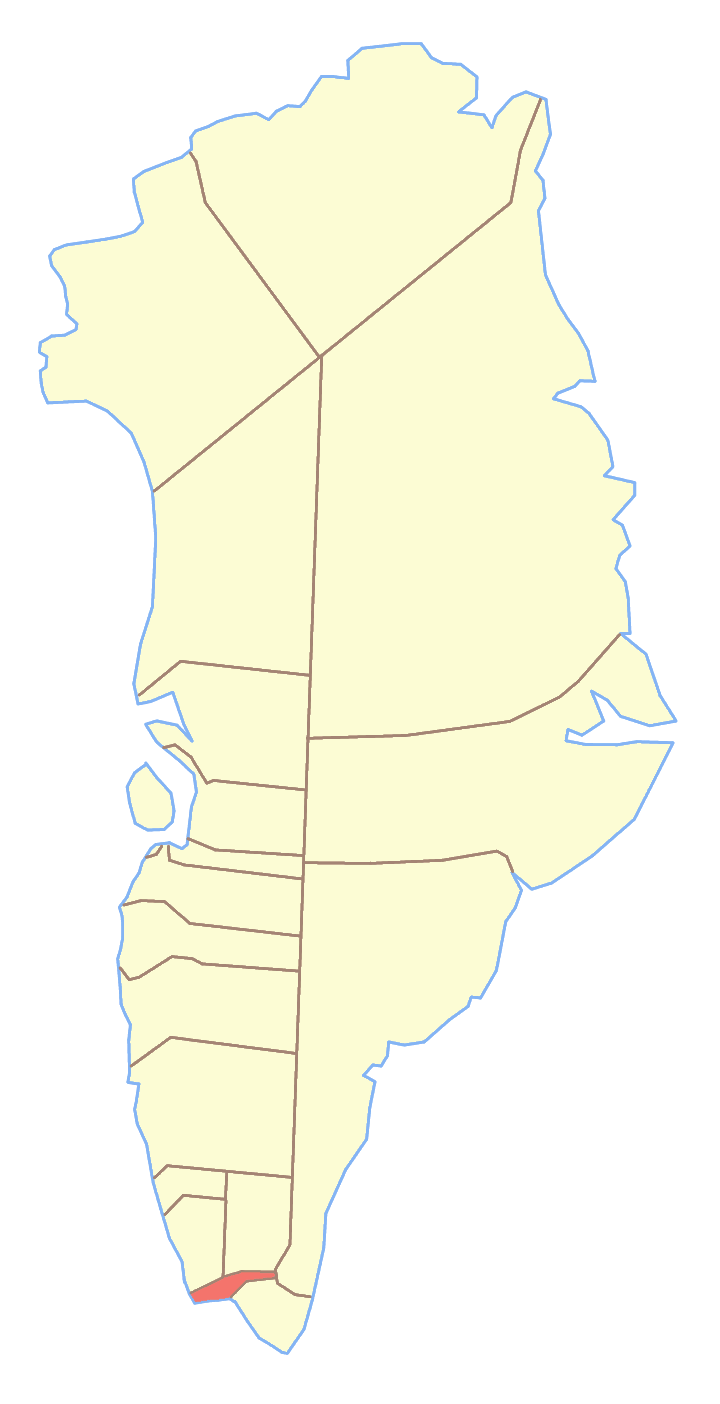
Ex comune di Qaqortoq, dove si trovava l'Ammassiviup Tasia

L'Ammassiviup Tasia è un  lago della Groenlandia. Si trova poco distante dalla costa del Mare del Labrador, a 60°43'N 45°36'O; appartiene al comune di Kujalleq.